# Artist al Poporului din URSS

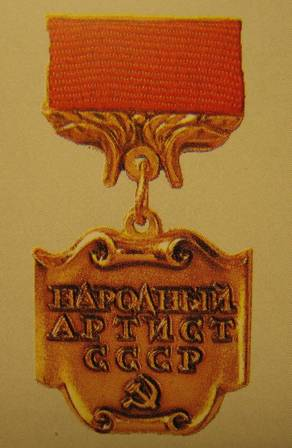
Medalia Artist al Poporului din URSS

Artist al Poporului din URSS (în rusă Наро́дный арти́ст СССР, Narodný artist SSSR) sau Artist Național al URSS a fost un titlu onorific acordat artiștilor din Uniunea Republicilor Sovietice Socialiste.

## Nomenclatură și semnificație
Termenul este folosit în mod confuz pentru a traduce două titluri în limba rusă: Народный артист СССР (fem. Народная артистка СССР), acordat în artele spectacolului și Народный художник СССР, acordat în unele arte vizuale.
Fiecare republică sovietică, precum și republicile autonome (RASS), au avut un premiu similar care a fost deținut anterior de practic fiecare primitor al titlului superior de Artist al Poporului URSS.
| Republică         | Artele spectacolului                      | Arte vizuale                                     |
| ----------------- | ----------------------------------------- | ------------------------------------------------ |
| RSFS Rusă         | народный артист РСФСР                     | народный художник РСФСР                          |
| RSS Ucraineană    | народний артист Української РСР           | народний художник Української РСР                |
| RSS Belarusă      | народны артыст Беларускай ССР             | народны мастак Беларускай ССР                    |
| RSS Uzbekă        | Ўзбекистон ССР халқ артисти               | Ўзбекистон ССР халқ рассоми                      |
| RSS Kazahă        | Қазақ КСР-ң халық әртісі                  | Қазақ КСР-ң халық суретшісі                      |
| RSS Georgiană     | საქართველოს სსრ სახალხო არტისტი           |                                                  |
| RSS Azerbaidjană  | Азәрбајҹан ССР халг артисти               | Азәрбајҹан ССР халг рәссамы                      |
| RSS Lituaniană    | Lietuvos TSR este în legătură cu artiștii | Lietuvos TSR liaudies dailininkas                |
| RSS Moldovenească | артист ал попорулуй дин РСС Молдовеняскэ  | артист пластик ал попорулуй дин РСС Молдовеняскэ |
| RSS Letonă        | Latvijas PSR tautas skatuves mākslinieks  | Latvijas PSR tautas mākslinieks                  |
| RSS Kirghiză      | Кыргыз ССР эл артисти                     |                                                  |
| RSS Tadjikă       | Артисти халқии РСС Тоҷикистон             |                                                  |
| RSS Armeană       | Հայաստանի ՍՍՀ ժողովրդական արտիստ          |                                                  |
| RSS Turkmenă      | Түркмен ССР-иң халк артисти               | Түркмен ССР-иң халк художниги                    |
| RSS Estonă        | Eesti NSV rahvakunstnik                   |                                                  |

Deoarece acest titlu a fost acordat de guvern, premiaților li s-au acordat anumite privilegii și ar fi primit adesea comisioane de la ministrul culturii al Uniunii Sovietice. În consecință, artiștilor și autorilor care au exprimat critici la adresa Partidului Comunist li s-a acordat rareori o astfel de recunoaștere, sau chiar au fost cenzurați.

## Artele spectacolului

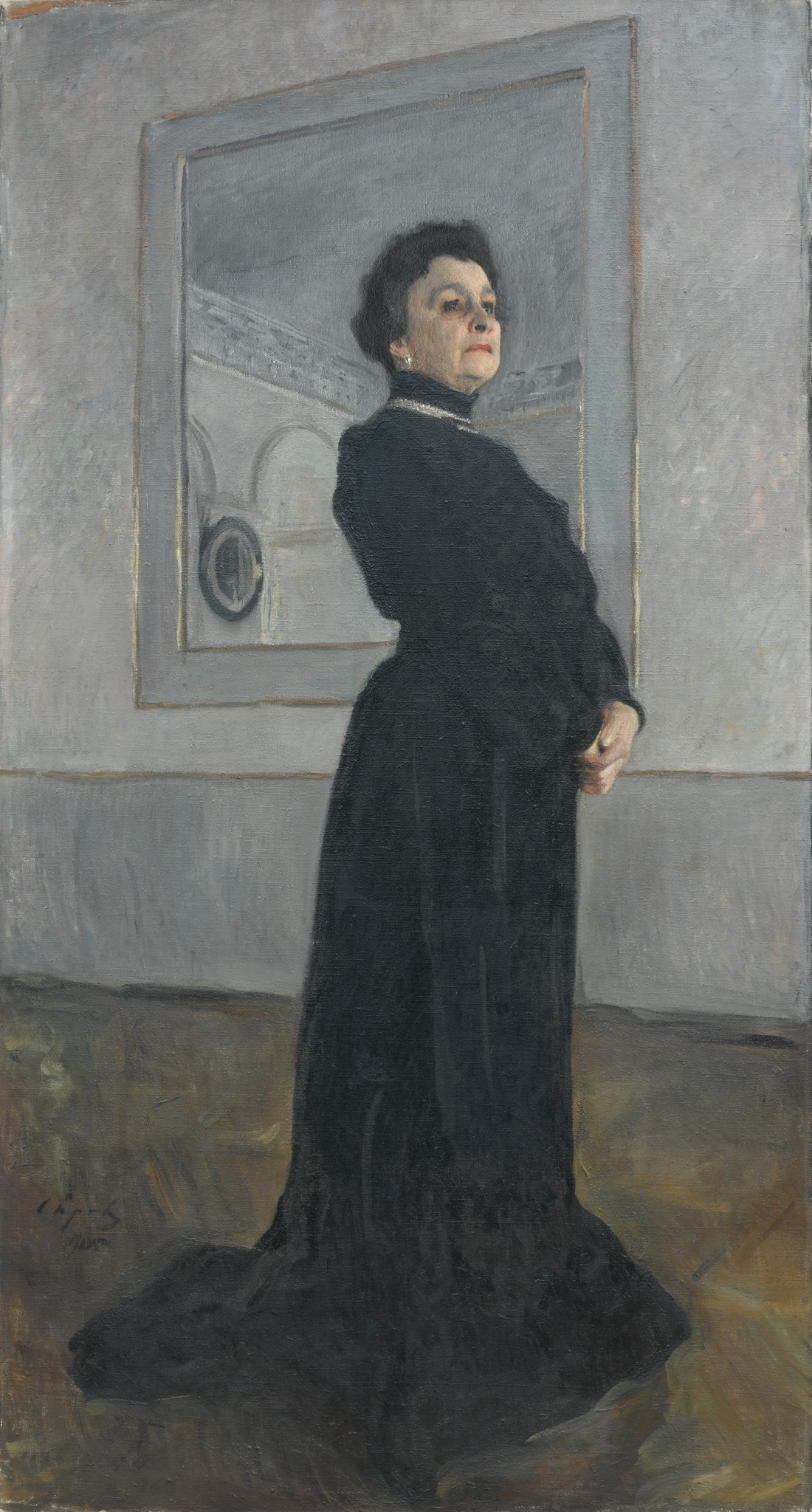
Maria Yermolova, prima artistă a poporului a Republicii, 1920.

Titlul a fost acordat pentru realizări excepționale în artele spectacolului din Uniunea Sovietică. Printre destinatarii săi se numărau mulți dintre cei mai apreciați compozitori, dansatori, cântăreți, regizori de film și teatru și actori din fiecare republică sovietică. În total, au fost 1006 de destinatari ai premiului.
Titlul a fost introdus în 1936, înlocuind titlul anterior de „Artist al poporului republicii”. Primii laureați ai titlului (6 septembrie 1936) au fost Konstantin Stanislavski, Vladimir Nemirovici-Dancenko, Ivan Moskvin, Antonina Nejdanova, Boris Șciukin, Kuliaș Baiseitova și alți actori. Ultimele persoane care au fost onorate cu acest titlu au fost Sofia Piliavskaia și Oleg Iankovski (21 decembrie 1991).
Inițial, titlul a fost acordat doar actorilor de teatru, dansatorilor de balet și cântăreților de operă. Treptat, a ajuns să fie acordat actorilor de film (de exemplu Liubov Orlova), compozitorilor (de exemplu Arno Babajanian, Dmitri Șostakovici), violoniștilor (de ex. David Fiodorovici Oistrah), cântăreților pop (de ex. Leonid Utiosov), comicilor (de exemplu Arkadi Raikin) și chiar interpreți de circ precum Natalia Durova și Oleg Popov.
În mod normal, o persoană a fost numită Artist al Popular al URSS după vârsta de 40 de ani. Au fost făcute excepții pentru dansatori, de exemplu, Nadejda Pavlova, o artistă de balet, care a primit titlul la vârsta de 28 de ani, iar Malika Kalontarova, o celebră dansatoare populară evreică din Tadjikistan, a primit titlul la vârsta de 34 de ani.
Cele mai tinere femei care au primit acest titlu au fost cântărețele kazahe de operă Kuliaș Baiseitova (1936) și Halima Nosirova (1937) (la vârsta de 24 de ani). Cea mai tânără persoană de sex masculin a fost cântărețul azer de pop și bariton de operă, Muslim Magomaiev (1973) (la vârsta de 31 de ani). Printre actori, cel mai tânăr beneficiar a fost Serghei Bondarciuk (32 de ani). Cea mai tânără actriță care a primit titlul a fost nora lui Iuri Andropov, Liudmila Ciursina, la 40 de ani.
Sofia Rotaru, de exemplu, a fost desemnată Artist Emerit al RSS Ucraineană în 1973, Artist al Poporului din RSS Ucraineană în 1976, Artist al Poporului din RSS Moldovenească în 1983, un cumul atins de titluri de Artist al Poporului și în cele din urmă a primit titlul de Artist al Poporului din Uniunea Sovietică în 1988, prima femeie cântăreață de pop care a fost onorată cu acest premiu și singura persoană cu trei titluri onorifice de artist al poporului.
În 2020 singura persoană în viață care a primit cel mai timpuriu titlul este cântăreața de operă ucraineană Bela Rudenko (născută în 1933, care a primit premiul în 1960), în timp ce cea mai în vârstă în viață care a primit titlul este actrița ciuvașă Vera Kuzmina (născută în 1923).

## Arte vizuale
Titlul de Pictor al Poporului Uniunii Sovietice (Народный художник СССР) a fost acordat pentru realizări excepționale în anumite arte vizuale: pictură, sculptură, desen și fotografie. Un titlu cu un prestigiu mai scăzut a fost cel de Pictor Emerit al Uniunii Sovietice (Заслуженный художник СССР) care a fost, de asemenea, acordat pentru realizări deosebite în aceste domenii.

## Alte profesii onorate
- Arhitect al Poporului din URSS: Народный архитектор СССР
- Profesor al Poporului din URSS: Народный учитель СССР
- Doctor al Poporului din URSS: Народный врач СССР